# 왕립 제22연대
왕립 제22연대는 캐나다 육군의 보병연대이다.